# لاواسافت
لاواسافت (انگلیسی: Lavasoft) شرکت فناوری اطلاعات آلمانی کانادایی است، که در سال ۱۹۹۹ تأسیس شد.